# Emotions (álbum)
Emotions —en español: Emociones— es el segundo álbum de estudio de la cantante estadounidense Mariah Carey, fue lanzado el 17 de septiembre de 1991 por el sello discográfico Columbia Records. En términos musicales, su contenido difiere levemente de su predecesor al incorporar elementos de géneros tradicionales tales como soul y góspel de los años 60 y 70. Su elaboración contó con la participación de diversos músicos y compositores, como Walter Afanasieff, a quien Carey conoció previamente durante la grabación de su primer álbum Mariah Carey (1990). Otros de los músicos con quienes Carey trabajó por primera vez fueron Robert Clivillés y David Cole, miembros del grupo musical C+C Music Factory y la famosa cantautora y pianista Carole King.
Tras su lanzamiento, Emotions recibió comentarios mixtos de los críticos de música. Al respecto, algunos editores elogiaron las habilidades vocales de Carey, mientras que otros, por el contrario, juzgaron de "ampulosas" y "exageradas" sus interpretaciones y criticaron la composición del álbum. Comercialmente, el álbum debutó en el puesto número cuatro del Billboard 200 en Estados Unidos. A pesar de haber registrado ventas inferiores a las de su predecesor, conoció importante éxito al cifrar ventas millonarias en todo el mundo, especialmente en Japón y Estados Unidos, donde se concentran más del 60% de sus ventas totales. Recibió, por consiguiente, múltiples certificaciones de oro y platino en reconocimiento a sus elevadas ventas. En términos generales, el álbum ha vendido un estimado de ocho millones de copias en el mundo desde su lanzamiento.
Tres canciones del álbum fueron publicadas como sencillos. El primero, «Emotions», titulado de manera homónima al álbum, llegó al puesto número uno en el Billboard Hot 100, haciendo de Carey la única artista en tener sus primeros cinco sencillos en alcanzar la cima de la lista. También llegó al número uno en Canadá y a los diez primeros puestos en Grecia y Nueva Zelanda. En tanto, los sencillos «Can't Let Go» y «Make It Happen» llegaron a los cinco primeros puestos del Hot 100, pero no tuvieron un buen desempeño en las listas de otros países.
Según Nielsen SoundScan, hasta marzo de 2013, Emotions vendió 3,595,000 copias en los Estados Unidos.

## Antecedentes
A raíz del enorme éxito de su primer álbum de estudio Mariah Carey (1990), los críticos de música presumieron que la artista visitaría los principales mercados del mundo con una gira de conciertos, a fin de estabilizar su creciente popularidad y por consiguiente consagrar su incipiente y prometedora carrera. Carey, sin embargo, se mostró renuente a tal idea en varias entrevistas, señalando que debido a la complejidad propia de sus canciones y a los cuidados de su voz, una gira no sería factible. Durante sus tiempos libres, Carey comenzó a escribir canciones para su segundo álbum de estudio, a fines de 1990. A la sazón, era tradicional que los artistas emitiesen un álbum de estudio cada dos años, para que durante el intervalo pudieran promover su música en televisión y giras de conciertos, y así granjearse más fanáticos. La compañía discográfica estimó, no obstante, que a pesar de la falta de disposición de la artista a emprender una gira y a las críticas que esta suscitó, su reputación de cantautora era lo suficientemente cautivadora para publicar un álbum con mayor frecuencia que sus contemporáneos.

## Lanzamiento y recepción

### Promoción
Emotions no fue tan promocionado como su álbum anterior y fue objeto de crítica cuando rechazó la propuesta de realizar un Tour promocional, los críticos la llamaban "la artista de estudio", porque decían que ella no podía cantar en vivo, y que sus famosas notas altas no eran más que una creación de instrumentos sintetizados en un estudio. Más adelante Carey aclaró que no quiso viajar por sus propias inseguridades, pero a medida que pasó el tiempo el temor escénico de Mariah disminuyó y confesó sentirse más cómoda actuando en escenarios más pequeños, fue así como se pensó en realizar un concierto "MTV Unplugged" para promover su álbum y para demostrar a sus malos críticos lo equivocados que estaban.
El show se hizo tan popular que se redujo la promoción de Emotions para lanzar oficialmente el álbum en directo MTV Unplugged.
Pero las revisiones del álbum eran generalmente favorables, por la buena producción, por el estilo demostrado o por sus famosas notas altas.
Emotions, ganó dos nominaciones al premio Grammy Productor del Año y Mejor Interpretación Vocal Femenina por Emotions, pero no ganó ninguno.

### Desempeño comercial
Emotions debutó en Estados Unidos en el número cuatro del Billboard 200 con 129,000 copias vendidas en su primera semana, lo que sorprendió a algunos debido al enorme éxito obtenido por su álbum anterior, Mariah Carey (1990). Se mantuvo en el top 20 durante veintisiete semanas y un total de cincuenta y cinco semanas en toda la lista. Emotions fue el primer álbum de Carey que no ascendió en la lista ya que se estancó en el número cuatro y luego comenzó a descender. A pesar de esto el álbum fue certificado de cuatro discos de platinos por la RIAA el 30 de enero de 2003.
En el Reino Unido era más exitoso que el álbum debut de Carey, estrenándose en el top 5 y manteniéndose en la lista durante cuarenta semanas.
El álbum también era exitoso en Canadá y Australia pero al igual que en Estados Unidos las ventas no eran tan buenas cómo las de su álbum debut Mariah Carey. Emotions alcanzó el top 5 en Canadá y top 10 en Australia y fue certificado de dos discos de platino en ambos países.
En Brasil sólo recibió una certificación de oro y sólo era éxito moderado en toda Europa continental y en Japón donde fue número 1 y vendió más de 1 millón de copias. El álbum ha vendido un estimado en el mundo de 8 millones de copias desde su lanzamiento.

### Sencillos
Mientras los sencillos de Emotions fueron un gran éxito en los Estados Unidos, en el resto del mundo tuvieron éxito moderado.
El primer sencillo titulado igual que el álbum "Emotions" se convirtió en el quinto sencillo número uno consecutivo en Estados Unidos en la lista Billboard Hot 100, convirtiéndose en la única artista en lograr que sus cinco primeros sencillos llegaran a la cima de la lista. También se convirtió en su tercer sencillo número 1 en Canadá, y logró llegar al top 10 en Nueva Zelanda, Grecia y Países Bajos; en el resto del mundo tuvo éxito moderado. Sin embargo se convierte en una de las canciones más populares de Carey de todos los tiempos. 
"Can't Let Go" llegó al número dos en Estados Unidos, rompiendo su secuencia de sencillos número 1. Esto se debió a que a pesar de que el sencillo tenía potencial para ser otro número uno, mandaron a parar la promoción del sencillo con tal de aumentar las ventas del álbum. Logró llegar al top 10 en Canadá y en el resto del mundo tuvo un éxito moderado. 
"Make It Happen" el tercer sencillo, llegó al número 5 en Estados Unidos y llegó llegar también al top 10 en Canadá. En el resto del mundo tuvo un éxito moderado. 
Un cuarto sencillo "Till the End of Time" se encargó a las radios de Costa Rica y México en un intento de aumentar las ventas del álbum, pero debido a que recibió las mínimas emisiones en la radio se dio paso al lanzamiento de MTV Unplugged EP y no se le dio más promoción al sencillo.

## Lista de canciones
| Emotions |                          |                                              |                          |          |  |
| N.º      | Título                   | Escritor(es)                                 | Productor(es)            | Duración |  |
| 1.       | «Emotions»               | Mariah Carey · David Cole · Robert Clivillés | Clivillés · Cole · Carey | 4:09     |  |
| 2.       | «And You Don't Remember» | Carey · Walter Afanasieff                    | Carey · Afanasieff       | 4:26     |  |
| 3.       | «Can't Let Go»           | Carey · Afanasieff                           | Carey · Afanasieff       | 4:27     |  |
| 4.       | «Make It Happen»         | Carey · Clivillés · Cole                     | Carey · Clivillés · Cole | 5:10     |  |
| 5.       | «If It's Over»           | Carey · Carole King                          | Carey · Afanasieff       | 4:38     |  |
| 6.       | «You're So Cold»         | Carey · Cole                                 | Carey · Clivillés · Cole | 5:05     |  |
| 7.       | «So Blessed»             | Carey · Afanasieff                           | Carey · Afanasieff       | 4:13     |  |
| 8.       | «To Be Around You»       | Carey · Cole                                 | Carey · Clivillés · Cole | 4:37     |  |
| 9.       | «Till the End of Time»   | Carey · Afanasieff                           | Carey · Afanasieff       | 5:35     |  |
| 10.      | «The Wind»               | Carey · Russell Freeman                      | Carey                    | 4:41     |  |
| 47:01    |                          |                                              |                          |          |  |

© MCMXCI. Columbia Records.

## Posición en listas
| Lista (1991)                            | Mejor posición |
| --------------------------------------- | -------------- |
| Alemania (Offizielle Top 100)           | 46             |
| Australia (ARIA)                        | 8              |
| Austria (Ö3 Austria)                    | 39             |
| Canadá (RPM)                            | 6              |
| España (PROMUSICAE)                     | 38             |
| Estados Unidos (Billboard 200)          | 4              |
| Estados Unidos (Top R&B/Hip-Hop Albums) | 6              |
| Europa (Top 100)                        | 12             |
| Finlandia (Suomen virallinen lista)     | 12             |
| Japón (Oricon)                          | 3              |
| Noruega (VG-lista)                      | 8              |
| Nueva Zelanda (RMNZ)                    | 6              |
| Países Bajos (MegaCharts)               | 9              |
| Reino Unido (UK Albums Chart)           | 4              |
| Reino Unido (UK R&B Chart)              | 23             |
| Suecia (Sverigetopplistan)              | 13             |
| Suiza (Schweizer Hitparade)             | 15             |